# Lee Oskar
Lee Oskar (voluit: Lee Oskar Levitin, Kopenhagen, 24 maart 1948) is een Deense mondharmonicaspeler, liedjesschrijver en ondernemer, die in de Verenigde Staten woont. Hij is vooral bekend vanwege zijn langdurige lidmaatschap van de funkrock-band War. Hij is de eigenaar van het bedrijf Lee Oskar Harmonica, dat mondharmonica’s verkoopt.

## Carrière
Toen hij zes was, kreeg Lee Oskar zijn eerste mondharmonica. In de wijk waar hij opgroeide had ieder kind een mondharmonica, maar hij was de enige die zich ontwikkelde tot virtuoos op het instrument en besloot van zijn hobby zijn beroep te maken.
Toen Lee Oskar 18 was, vertrok hij naar de Verenigde Staten, waar hij in New York aankwam met weinig meer dan zijn mondharmonica op zak. Hij hield zich in leven als straatmuzikant, achtereenvolgens in New York, Toronto, San Francisco en Los Angeles. In San Francisco leerde hij Eric Burdon kennen, die gestopt was met Eric Burdon and the Animals en op zoek was naar een nieuwe band. Die vond hij in The Nightshift, een band uit Los Angeles. Burdon trad samen met Lee Oskar toe tot die groep. Ze waren de enige ‘witte’ leden in de verder ‘zwarte’ band, die werd herdoopt in Eric Burdon and War.
Lee Oskar vormde samen met de saxofonist Charles Miller de blazerssectie in de nieuwe groep. Vaak speelden ze unisono. De groep ging intensief toeren door Europa en de VS. In 1970 maakte ze het album Eric Burdon Declares "War". Twee nummers van het album kwamen uit als single: Spill the Wine en Tobacco Road. Vooral Spill the Wine was met een derde plaats in de Amerikaanse Billboard Hot 100 een groot succes. In december 1970 nam de band nog het dubbelalbum The Black-Man's Burdon op.
In 1971 gingen Eric Burdon aan de ene kant en War met Lee Oskar aan de andere kant ieder hun eigen weg. Het gebeurde tijdens een toer door Europa, toen Burdon moest afhaken wegens oververmoeidheid. De toer werd zonder hem afgemaakt.
Lee Oskar bleef bij War tot in 1992. Net als alle andere leden van de groep trad hij ook af en toe als zanger op. Succesvolle albums uit deze periode zijn The World Is a Ghetto (1 in de Billboard 200), Deliver the Word, Why Can't We Be Friends? en Platinum Jazz. De meest succesvolle single van de groep was The Cisco Kid, die de tweede plaats haalde in de Billboard Hot 100. Daarnaast bracht Oskar tussen 1976 en 1981 vier solo-albums uit, waarvan hij de liedjes voor een groot deel zelf geschreven had: Lee Oskar (1976), Before the Rain (1978), My Road, Our Road (1980) en Free. Het laatste album, waarop Oskar wordt begeleid door de Japanse groep Furasawa, is geheel instrumentaal. De vier albums trokken weinig aandacht.
In 1983 stichtte Lee Oskar een eigen bedrijf dat mondharmonica’s verkoopt: Lee Oskar Harmonica. Het bedrijf heeft verschillende typen mondharmonica’s in zijn assortiment, die geschikt zijn voor verschillende muzikale genres: blues, folk, rock, country, hiphop, reggae, ska, enzovoort. De productie is uitbesteed aan het Japanse bedrijf Tombo.
Sinds zijn vertrek bij War heeft hij een viertal solo-albums gemaakt: Those Sunny Days (1996),  Live at the Pitt Inn (1997), So Much in Love (1997) en Sublimation (2002). Medio jaren negentig diende een rechtszaak over de naam War. De naam werd toegewezen aan Jerry Goldstein, de producer van de groep. Lee Oskar had een nieuwe groep willen beginnen onder de naam War, maar dat kon nu niet meer. In plaats daarvan vormde hij een nieuwe groep met drie andere oud-leden van War, Harold Brown (drums), Howard Scott (gitaar) en Morris Dickerson (basgitaar), onder de naam Lowrider Band. De groep is nog steeds actief.
In 2003 werd Oskar opgenomen in America's Old Time Country Music Hall of Fame.

## Trivia
- Lee Oskar was een van de schrijvers van de single Timber van rapper Pitbull en zangeres Ke$ha uit 2013.